# Корадо Балдучи
Корадо Балдучи  е италиански римокатолик от ватиканската църква, богослов по образование.

## Биография
Роден е в Милано, Италия на 11 май 1923 г. Монсеньор Балдучи завършва Академията за свещеници във Ватикана
Неведнъж се появява по италианската телевизия да говори за сатанизма, християнския бог, библейските притчи и извънземните.

## Награди
Печели наградата PRG Disclosure Award през 2005 г.

## Книги
- Diabo: ..."Vivo e Atuante no Mundo", O (paperback, 2004)
- „Il diavolo“ (Grandisaggi) (1994)
- „Adoratori del diavolo e rock satanico“ (1991)
- "The Devil „Alive and Active in Our World“ (paperback, 1990)